# 小松永二
小松 永二（こまつ えいじ、1959年 - ）は、日本の医師。西横浜国際総合病院元院長。

## 来歴・人物
長野県南安曇郡豊科町（現安曇野市）生まれ。1985年（昭和60年）- 産業医科大学医学部卒業。
東京女子医科大学消化器外科を経て、
1996年（平成8年）- 西横浜国際総合病院消化器外科部長として赴任。
2008年（平成20年）4月 - 西横浜国際総合病院院長を就任。
小松院長就任後、同病院は地域中核病院として急性期医療を提供する一方、2008年6月に回復期リハビリテーション病棟を開設した。また2014年（平成26年）11月には、地域の高齢化にあわせ人工関節の専門施設として、人工関節センターを開設した。
2019年1月1日 - 西横浜国際総合病院院長退任。その後も外科消化器医として同院に勤務継続。

## 所属学会
- 日本外科学会
- 日本消化器外科学会
- 日本消化器病学会
- 日本消化器内視鏡学会

## 著作論文・共編著
- 『腹腔内遊離ガスおよび門脈ガスを呈した小腸腸管嚢腫様気腫症の1例』北川光一、石塚直樹、龍雅峰、小松永二、山本雅一 日本臨床外科学会雑誌
- 『小切開と大バルーンを用いた総胆管結石治療SES+EPLD 乳頭大拡張時の口側隆起の評価に関して』三並敦(川崎協同病院 内視鏡室)、孫暁梅、山瀬博史、関誠、小松永二
- 『腹腔鏡下胆嚢摘出術後10日目に発症した遅発性胆汁瘻の1例』北川光一、石塚直樹、龍雅峰、小松永二、山本雅一 日本臨床外科学会雑誌
- 『胆管内無水エタノール注入(biliary ablation)により治癒した腹腔鏡下胆嚢摘出術後の離断型胆汁瘻の1例』龍雅峰、北川光一、石塚直樹、小松永二 日本臨床外科学会雑誌
- 『内視鏡的粘膜下層剥離術にて穿孔を来たし腹腔鏡下穿孔部縫合大網被覆術を施行した十二指腸カルチノイドの1例』北川光一、石塚直樹、龍雅峰、小松永二、山本雅一 日本臨床外科学会雑誌
- 『成人女性左鼠径部Nuck管水腫の1例』北川光一、石塚直樹、龍雅峰、小松永二、山本雅一 日本臨床外科学会雑誌
- 『胆道再建術後の挙上空腸内結石(4.5cm)の1例』北川光一、石塚 直樹、龍雅峰、小松永二、山本雅一 日本臨床外科学会雑誌